# Susquehanna
La Susquehanna est un fleuve qui coule au nord-est des États-Unis et se jette par la baie de Chesapeake dans l'océan Atlantique Nord. 

## Géographie
Long d'environ 715 km, c'est le plus long fleuve de la côte Est des États-Unis et le 16e plus long cours d'eau américain. ll se divise en deux branches en amont, une branche Nord qui prend sa source dans les hauteurs de l'État de New York et est souvent considérée comme la branche principale et une branche Ouest, moins longue, qui prend sa source dans l'Ouest de la Pennsylvanie et est quelquefois considérée comme un affluent. Les deux branches confluent près de Northumberland, dans le centre de la Pennsylvanie. Le bassin de la Susquehanna a une superficie de 71 225 km2, couvrant près de la moitié de la superficie de la Pennsylvanie et des parties des États de New York et du Maryland. Ce bassin inclut des parties de la région du plateau d'Allegheny dans les Appalaches.
La rivière se jette dans le nord de la baie de Chesapeake, en fournissant la moitié de l'afflux d'eau douce pour l'ensemble de la baie.

## Histoire
Ce fleuve joua un rôle important lors de l'histoire coloniale et au début des États-Unis. Avant la conquête européenne, la tribu des Andastes (en anglais les Susquehannock), une tribu iroquoise, vivait le long de la rivière et lui donna son nom. Au XVIIe siècle, elle forma la limite occidentale du territoire des Lenapes. Au XVIIIe siècle, William Penn, le fondateur de la colonie de Pennsylvanie, négocia avec les Lenapes pour autoriser l'installation de colons européens entre la rivière Delaware et la Susquehanna. Une légende locale indique que le nom viendrait d'une phrase indienne signifiant « un mile de large, un pied de profondeur » faisant référence aux dimensions inhabituelles de la Susquehanna. Mais le mot d'origine algonquin signifie simplement « torrent boueux » ou « courant venteux ».
À la fin de la période coloniale, la rivière devint de plus en plus importante comme voie de communication et de transport avec la découverte de charbon anthracite par Necho Allen dans les montagnes de son cours supérieur. En 1792, un projet de canal, l'Union Canal (en) fut proposé pour relier la Susquehanna au fleuve Delaware le long des torrents Swatara (en) et Tulpehocken (en). Mais ce canal ne sera achevé qu'en 1828. Au XIXe siècle, les rives du fleuve virent la construction de plusieurs centres industriels.

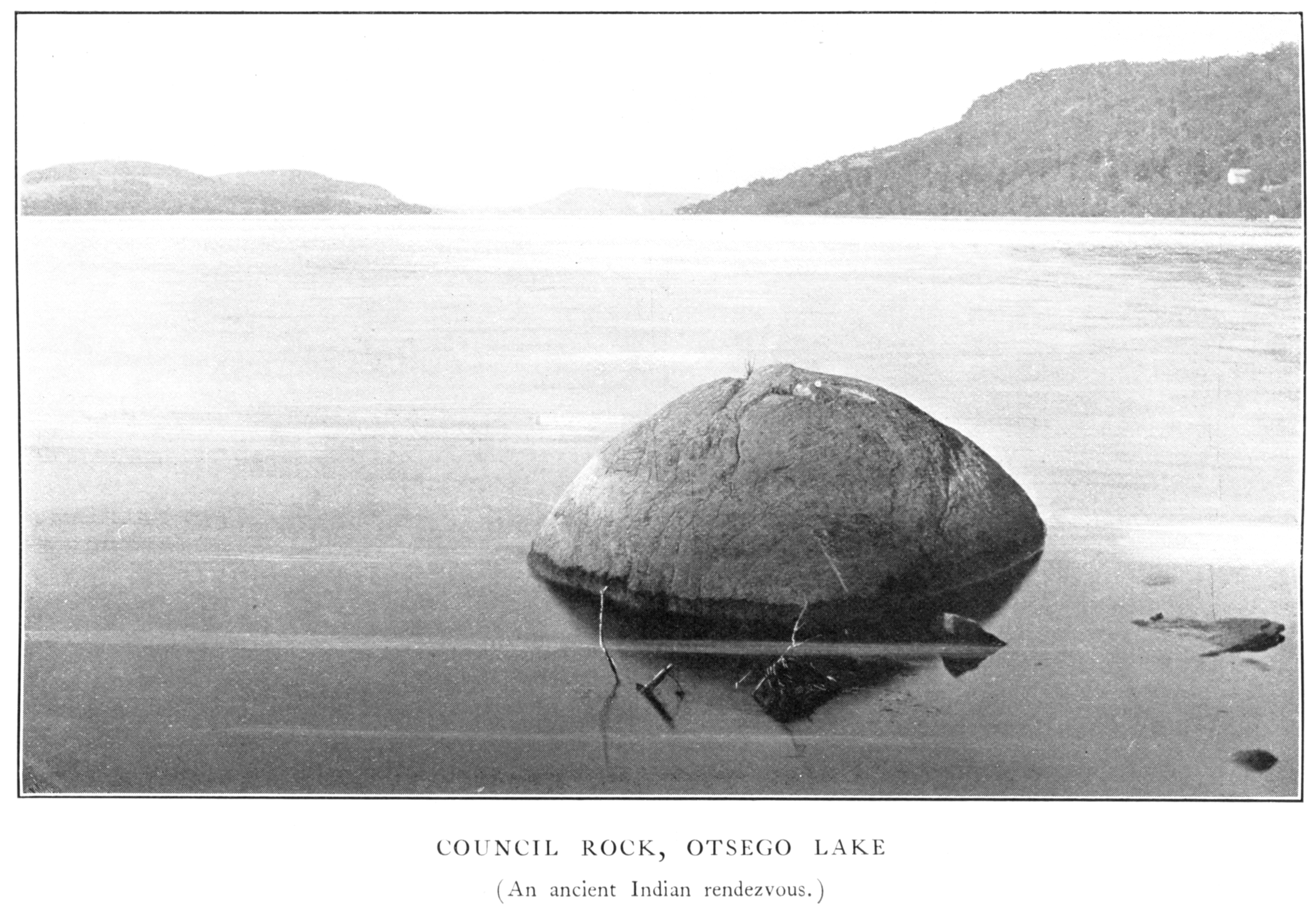
Un bloc à demi-submergé dans le lac Otsego, considéré comme un lieu de rendez-vous des tribus amérindiennes avant la révolution américaine.

En 1779, le Général James Clinton mena une expédition qui descendit la Susquehanna après avoir rendu sa partie supérieure navigable par la construction d'un barrage à sa source, sur le lac Otsego, qui permit au niveau du lac de s'élever, puis en le détruisant, inondant le lit de la rivière sur plusieurs miles. Cet évènement est décrit par James Fenimore Cooper dans l'introduction de son roman populaire The Pioneers. À Athens, en Pennsylvanie, alors connue sous le nom de « Tioga » ou « Tioga Point », Clinton fit la jonction avec les troupes du Général John Sullivan qui avaient marché depuis Easton. Ensemble, ils battirent le 29 août les Loyalistes et les Iroquois à la bataille de Newtown (près de l'actuelle ville d'Elmira, État de New York). Cela resta connu sous le nom de « Campagne de Sullivan-Clinton » ou d'« expédition Sullivan ».
Des revendications territoriales conflictuelles entre la Pennsylvanie et le Connecticut sur la Wyoming Valley, le long de la Susquehanna, menèrent à la création du comté de Westmoreland (Connecticut) et aux Pennamite Wars, guerres Pennamites, ce qui aboutit à la cession des terres contestées à la Pennsylvanie.
La Susquehanna revêt une importance pour les membres de l'Église de Jésus-Christ des saints des derniers jours (plus connu sous le nom de Mormons) car selon eux, Joseph Smith et Oliver Cowdery y ont reçu leur sacerdoce céleste. Le 15 mai 1829, selon la doctrine mormone, Jean-Baptiste leur apparut. Après cette apparition, Joseph et Oliver se baptisèrent mutuellement dans la rivière. Cette même année, ils furent également visités, toujours selon la doctrine mormone, par les apôtres Pierre, Jacques et Jean. Ces deux manifestations ont eu lieu dans des endroits non précisés des bords de la rivière, soit dans le comté de Susquehanna, soit dans celui de Broome.
En 1863, durant la campagne de Gettysburg, lors de la guerre de Sécession, le commandant de l'Union pour la région de la Susquehanna, le Major Général Darius N. Couch se résolut à empêcher tout franchissement du fleuve par l'armée confédérée de Virginie du Nord. Il positionna des unités de milice sous les ordres du Major Granville Haller pour protéger les ponts clés à Harrisburg et Wrightsville ainsi que près des gués. Les forces confédérées approchèrent du fleuve à plusieurs endroits dans les comtés de Cumberland et de York mais furent rappelées le 29 juin quand le général Lee décida de concentrer ses armées à l'ouest.

## Affluents
Jackson Creek : Ruisseau mesurant environ 2,3 km de long et traverse le canton de Tunkhannock.

## Hydrologie
En 1972, la queue de l'ouragan Agnes se maintint au-dessus de la frontière entre les États de New York et de Pennsylvanie, faisant tomber plus de 50,8 cm de pluie sur les collines de la région. La majeure partie de ces précipitations arriva dans la Susquehanna depuis ses affluents occidentaux et la vallée connut des inondations catastrophiques. Wilkes-Barre, en Pennsylvanie, fut parmi les villes les plus touchées. La baie de Chesapeake reçut tellement d'eau douce que cela détruisit la plupart de la vie marine.

La centrale nucléaire de Three Mile Island quelques jours après l'accident (avril 1979).

En mars 1979, la rivière connu le plus grave accident d'une centrale nucléaire aux États-Unis à Three Mile Island, une île de la Susquehanna, au sud-est d'Harrisburg.
En juin 2006, une section importante de la rivière fut affectée par les importantes inondations que connut la région Mid-Atlantic, au nord-est des États-Unis, inondations provoquées par un système cyclonique bloqué par le jet stream. La région la plus gravement touchée fut Binghamton et ses environs, où l'inondation dépassa ses niveaux historiques, força à l'évacuation de milliers de résidents et entraîna la destruction de très nombreux biens et infrastructures.